# Yahya Sinwar
Yahya Ibrahim Hasan Sinwar, (in arabo يحيى إبراهيم حسن السنوار‎?, Yaḥyá Ibrāhīm Ḥasan al-Sinwār), comunemente noto come Yahya Sinwar e scritto anche Yehya Sinwar o Yahia Sinouar (Khan Yunis, 29 ottobre 1962 – Rafah, 16 ottobre 2024), è stato un politico e terrorista palestinese, dal febbraio 2017 a capo di Hamas nella Striscia di Gaza e dal 6 agosto 2024, a seguito dell'assassinio di Isma'il Haniyeh, anche presidente dell'ufficio politico del partito, mantenendo entrambe la cariche.
Dal settembre 2015 era ricercato per terrorismo dal governo degli Stati Uniti e in precedenza anche Hamas è stata designata organizzazione terroristica dagli USA, dall'Unione europea e da altri Paesi occidentali. Nel 2017 Sinwar assunse la guida di Hamas nella Striscia di Gaza e sostituì Haniyeh quando quest’ultimo ne divenne il capo dell'ufficio politico.
A seguito del suo coinvolgimento nell'attacco di Hamas contro Israele del 7 ottobre 2023, a causa del suo ruolo nei massacri di civili svoltesi in tale occasione e nella presa di ostaggi (e nei crimini da essi subiti a Gaza come stupri e violenze sessuali), nel maggio 2024 il procuratore capo della Corte penale internazionale (CPI) chiese il suo arresto assieme agli altri capi di Hamas Mohammed Deif e Isma'il Haniyeh per crimini di guerra e crimini contro l'umanità. Il 16 gennaio 2024 Sinwar era stato aggiunto anche alla lista dei terroristi redatta dal Consiglio dell'Unione europea.
Il 16 ottobre 2024 Sinwar venne ucciso dai soldati israeliani a Rafah in uno scontro a fuoco.

## Biografia

### Le prime attività e la prigionia
Nato nel 1962 nel campo profughi di Khan Yunis nella Striscia di Gaza allora occupata dall'Egitto, la sua famiglia fu espulsa con la forza da Majdal Asqalan (oggi nota come Ascalona) durante la Nakba, e cercò rifugio nella Striscia di Gaza. Sinwar terminò gli studi presso l'Università islamica di Gaza, dove conseguì una laurea in Studi arabi. Suo fratello minore è Mohammed Sinwar, anch'esso uno dei leader di Hamas.
Nel 1989, avendo orchestrato il rapimento e l'uccisione di due soldati israeliani e di quattro palestinesi che considerava dei collaborazionisti, Sinwar fu condannato a quattro ergastoli dalla giustizia israeliana, scontando però solo 22 anni di carcere fino alla sua scarcerazione, avvenuta nell'ottobre del 2011, insieme ad altri 1026 detenuti palestinesi, per effetto di uno scambio concordato per la liberazione di Gilad Shalit, un soldato israeliano rapito nel 2006. Durante la sua prigionia, imparò a parlare in ebraico.

### Leadership di Hamas
Nel 2017 fu eletto capo di Hamas e l'anno successivo affermò di voler perseguire una "resistenza pacifica e popolare", promuovendo e sostenendo la Grande Marcia del Ritorno, una serie di manifestazioni pacifiche tenutesi dal 30 marzo 2018 al 27 dicembre 2019 ogni venerdì nella Striscia di Gaza vicino al confine tra Gaza e Israele, posizione poi abbandonata in seguito all'uccisione di un totale di 223 manifestanti palestinesi da parte delle forze israeliane.
Fu rieletto nel medesimo ruolo nel 2021 divenendo, in quello stesso anno, bersaglio di un tentativo di omicidio mirato da parte di Israele.

### Guerra Israele-Hamas
Sinwar e Mohammed Deif sono stati considerati gli ideatori dell'attacco di Hamas contro Israele del 7 ottobre 2023. Nel corso della conseguente guerra Israele-Hamas continuò a comandare il gruppo dall'interno della Striscia, divenendo pertanto tra i principali obiettivi delle forze armate israeliane. Nel febbraio 2024 furono diffuse immagini del suo rifugio nel sottosuolo di Khan Yunis, nel quale Sinwar si sarebbe nascosto, secondo Israele, assieme a membri della sua famiglia e a 12 ostaggi israeliani, usati come scudi umani.
Nel maggio 2024 la Corte penale internazionale (CPI) ne richiese l'arresto assieme a Ismail Haniyeh e Mohammed Deif, con l'accusa di sterminio, cattura di ostaggi, stupri e altre forme di violenza sessuale.
Il 6 agosto 2024, pochi giorni dopo che Isma'il Haniyeh, capo politico di Hamas dal 2017, era rimasto ucciso in un attentato a Teheran, Sinwar fu nominato suo successore come capo politico del movimento, mantenendo anche la carica di capo di Hamas nella Striscia di Gaza.

### Morte

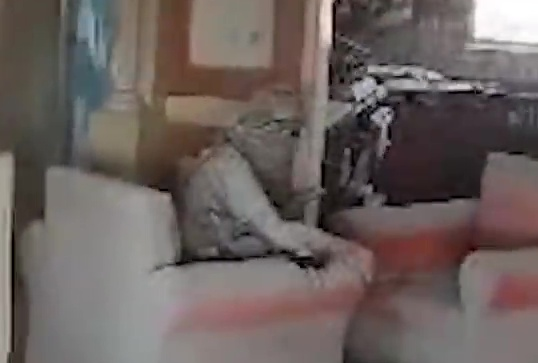
Sinwar, ferito e con il volto coperto da una kefiah, ripreso dal drone israeliano, poco prima della sua morte.

Il 16 ottobre 2024 intorno alle ore 15:00, durante un'operazione di pattugliamento nella zona di Tel as-Sultan, quartiere costiero di Rafah, alcuni soldati della 828ª Brigata di fanteria "Bislamach" delle forze di difesa israeliane notarono tre miliziani di Hamas uscire da un edificio nelle loro vicinanze. I soldati aprirono il fuoco e il gruppo si disperse, due entrarono in un edificio e il terzo, che in seguito si rivelò essere Sinwar, entrò in un altro edificio civile abbandonato e salì al secondo piano. Un soldato israeliano rimase gravemente ferito nello scontro a fuoco che ne seguì. Un carro armato sparò un proiettile nella posizione di Sinwar e i soldati di fanteria iniziarono a perlustrare l'edificio. Sinwar lanciò loro due granate; una esplose e l'altra no. Le truppe poi si ritirarono e inviarono un drone che individuò un uomo ferito con il volto coperto che tentò di abbattere il drone lanciandogli un bastone. In tale momento, non si sapeva che il miliziano mascherato fosse Sinwar. Le forze israeliane lanciarono un ulteriore missile anticarro all'interno dell'edificio, uccidendo Sinwar. Quando le truppe israeliane andarono a perlustrare l'edificio, si resero conto che tale miliziano morto aveva una sorprendente somiglianza con Sinwar. Il 17 ottobre, il governo israeliano annunciò che, stando ai risultati delle analisi del DNA, delle impronte digitali e delle arcate dentarie condotte dalla polizia, il cadavere del miliziano di Hamas ucciso il giorno prima nello scontro a fuoco in cui avevano trovato la morte anche gli altri due terroristi, era proprio quello di Yahya Sinwar, ucciso in un'azione non appositamente condotta per arrivare a lui. Anche Hamas ne confermò la morte, mentre uno degli altri due miliziani uccisi venne identificato in Mahmoud Hamdan, capo del battaglione di Tel Sultan e guardia del corpo di Sinwar, dato erroneamente per morto nelle settimane precedenti.